# Rjukjuanski jezici
Rjukjuanski jezici skupina su japanskih jezika kojima govori nekoliko manjih naroda na japanskim otocima Ryukyu.
Skupina se dijeli na dvije uže podskupine, Amami-Okinavsku sa (8) jezika i Sakishimsku sa (3) jezika.
A, Amami-Okinavski (8) jezika:
a. sjeverni Amami-Okinavski (4):
a1. Južni amami-oshima, otoci: Okinawa, Amami-oshima, Kakeroma, Yoro, Uke
a2. Kikai, otoci: Okinawa; Kikai
a3. sjeverni amami-oshima, otoci: Okinawa, Amami-oshima
a4. Toku-no-shima, otoci: Okinawa, Toku-no-shima
b. južni Amami-Okinavski (4):
b1. Oki-no-erabu, otoci: Okinawa; Oki-no-erabu
b2. Okinavski, otoci: Okinawa, Kerama, Kume-jima, Tonaki, Aguna
b3. Kunigami, otoci: Okinawa, Iheya, Izena, Ie-jima, Sesoko
b4. Yoron, otoci: Okinawa; Yoron
B, Sakishima (3):
a. Miyako, otoci: Okinawa, Miyako, Ogami, Ikema, Kurima, Irabu, Tarama, Minna.
b. Yaeyama, otoci: Okinawa, Ishigaki, Iriomote, Hatoma, Kohama, Taketomi, Kuroshima, Hateruma, Aregusuku.
c. Yonaguni, otoci: Okinawa, Yonaguni.

## Vanjske poveznice
- Ethnologue (14th)
- Ethnologue (15th)